# Саутард, Люсьен
Люсьен Саутард (англ. Lucien Southard; 4 февраля 1827, Нантакет — 30 января 1881, Огаста) — американский композитор, дирижёр, органист и музыкальный педагог.
В 1851—1858 гг. заведовал школьным музыкальным образованием в Бостоне. Затем в 1868 г. стал первым директором Консерватории Пибоди, однако его деятельность на этом посту вызывала нарекания, и уже в 1871 г. Саутард уступил место приглашённому из Европы Асгеру Хамерику. В дальнейшем Саутард возглавлял конкурирующую Балтиморскую академию музыки.
Как композитор Саутард дебютировал песнями, первую из которых опубликовал ещё в 1848 году. В 1855 году в Бостоне была поставлена опера Саутарда «Алая буква», по одноимённой книге Натаниэля Готорна, не имевшая успеха. В дальнейшем Саутард также обращался к национальному материалу — сочинив, в частности, оперу «Омано» на сюжет из жизни американских индейцев (эта опера, впрочем, не была поставлена). Кроме того, Саутарду принадлежат многочисленные органные сочинения. В 1868 г. он выпустил учебник для органистов (в соавторстве с Джорджем Уайтингом), в 1865 г. вышел учебник Саутарда по гармонии.